# 蓝色蓝脂鲤
蓝色蓝脂鲤，為輻鰭魚綱脂鯉目脂鯉亞目脂鯉科的其中一個種，分布於南美洲巴西Jacui河流域，棲息在底中層水域，生活習性不明。